# Ancistrus formoso
Espèce
Ancistrus formoso est une espèce de poissons-chats cavernicoles de la famille des Loricariidae endémique du Brésil.

## Répartition
Ancistrus formoso se rencontre dans les grottes de Buraco do Ducho sur le rio Formoso (d) (État de Mato Grosso do Sul).

## Description
La taille maximale de Ancistrus formoso est de 79 mm. S'agissant d'une espèce strictement cavernicole son corps est entièrement dépigmenté.